# إليشا أووسو
إليشا أووسو (بالفرنسية: Elisha Owusu) هو لاعب كرة قدم فرنسي في مركز الوسط، ولد في 7 نوفمبر 1997 في مونتروي في فرنسا. لعب مع أولمبيك ليون.

## وصلات خارجية
- إليشا أووسو على موقع قاعدة بيانات كرة القدم.إي يو (الإنجليزية)
- إليشا أووسو على موقع ناشيونال فوتبول تيمز (الإنجليزية)
- إليشا أووسو على موقع Soccerway.com (الإنجليزية)
- إليشا أووسو على موقع عالم كرة القدم.نت (الإنجليزية)